# 794 Irenaea
A 794 Irenaea (ideiglenes jelöléssel 1914 VB) a Naprendszer kisbolygóövében található aszteroida. Johann Palisa fedezte fel 1914. augusztus 27-én.